# Sphecomyrminae
Die Sphecomyrminae sind eine ausgestorbene Unterfamilie der Ameisen (Formicidae), die fossil aus der Kreidezeit in Nordamerika, Europa und Asien bekannt ist. Sie umfassen vier Gattungen, einige weitere werden inzwischen anderen Unterfamilien zugeordnet oder als incertae sedis angesehen, d. h. innerhalb der Formicidae ist ihre Stellung in der phylogenetischen Systematik unklar. Teilweise werden die Sphecomyrminae auch als eigenständige Familie (Sphecomyrmidae) betrachtet.
Charakteristisch für die Sphecomyrminae ist das kurze basale Fühlerglied (Scapus), das bei rezenten Ameisen deutlich verlängert ist. Der Funiculus ist hingegen länger und flexibel als bei rezenten Ameisenarten. Die Mandibeln sind mit nur zwei Mandibularzähnchen versehen, was als ursprüngliches Merkmal innerhalb der Ameisen angesehen wird. Ferner unterscheiden sich die Sphecomyrminae durch Merkmale im Flügelgeäder der Männchen von anderen Unterfamilien. Das Vorhandensein einer Metapleuraldrüse weist jedoch auf die Verwandtschaft mit heute lebenden Ameisen hin.

## Systematik
Die Sphecomyrminae umfassen folgende Gattungen:
- Baikuris Dlussky, 1987
- Cretomyrma Dlussky, 1975
- Dlusskyidris Bolton, 1994
- Sphecomyrma Wilson & Brown, 1967